# Cegados por el sol
Cegados por el sol (titulada originalmente en inglés A Bigger Splash) es una película dramática italiana de 2015 dirigida por Luca Guadagnino y escrita por Alain Page y David Kajganich. Basada en la película de 1969 de Jacques Deray La piscina, su título en inglés se debe al cuadro homónimo de David Hockney. La cinta está protagonizada por Tilda Swinton, Matthias Schoenaerts, Ralph Fiennes y Dakota Johnson. Es el segundo filme de Guadagnino de la denominada Trilogía del Deseo, siendo secuela de Io sono l'amore (2009) y precediendo a Call Me by Your Name (2017). Compitió para el León de Oro en el 72.º Festival Internacional de Cine de Venecia, en 2015.

## Argumento
En una villa aislada en la pequeña isla italiana de Pantelleria, la mundialmente conocida cantante de rock Marianne Lane va a pasar las vacaciones con su pareja Paul. Ella se está recuperando de su cirugía y ha perdido su voz, pudiendo solo comunicarse por señas y murmullos. Él está recuperándose de la adicción al alcohol y de un intento de suicidio fallido. Ninguno de los dos habla italiano, pero ambos necesitan unas vacaciones. Sin embargo, en el aeropuerto se encuentran a un hombre que ninguno de los dos quiere ver.
Harry, un extrovertido promotor de música que fue amante de Marianne, ha venido a visitarlos. Con él está Penelope (Pen), su supuesta hija desconocida, que dice tener 22 años. Se mudan a la villa, y Harry empieza a invitar amigos como si estuviera en su propia casa. Su arrogancia aburre a Pen y molesta a Paul, pero Marianne empieza a caer bajo sus encantos de nuevo; aun así, cuando Harry y Marianne se quedan solos, ella le dice que le gusta, pero que no puede estar con él, y que tiene que quedarse con Paul. Al mismo tiempo, Pen empieza a seducir al desanimado Paul.
Después de haber estado bebiendo, Harry intuye que Paul ha tenido relaciones con su hija, y tiene una pelea con él en la piscina. Paul sostiene a Harry bajo el agua por demasiado tiempo, y Harry se ahoga. Al darse cuenta de lo que ha hecho, Paul saca a Harry fuera de la piscina e intenta revivirlo, pero sin éxito, y deja a Harry caer al fondo de la piscina. Por la mañana, la criada encuentra el cadáver de Harry, y llama a la policía. Y aunque están ocupados con inmigrantes ilegales que vienen desde el norte de África, se llevan a los tres a comisaría para interrogarlos. Marianne les dice la verdad, que ella estaba dormida, y sugiere que el asesino fue un intruso. Paul miente, diciendo que se fue a la cama antes de que el homicidio sucediera. Pen revela que puede hablar italiano perfectamente, pero prefirió dejar que los otros dos hablaran, y que además tiene 17 años. A Paul le preocupa que Pen haya sido testigo de su pelea con Harry, aunque no hace nada por descubrirlo. 
Cuando terminan, Paul le confiesa a Marianne que él mató a Harry, pero que trató de salvarlo. En el aeropuerto, en la puerta de embarque, Pen hace una declaración que hace referencia a algo que Marianne le dijo una vez a Harry. Perturbada, Marianne golpea a Pen. Pen mantiene la compostura hasta que entra en el avión, entonces empieza a llorar, procurando que Marianne y Paul no la vean. Estos dos se van en su coche hacia la villa, pero en el camino son detenidos por la policía. El agente, en lugar de seguir con el caso, se revela como un admirador de Marianne y le pide que le firme un CD. Ella acepta, y entonces, aliviada, vuelve al coche con Paul.

## Reparto
- Tilda Swinton como Marianne Lane.
- Matthias Schoenaerts como Paul De Smedt.
- Ralph Fiennes como Harry Hawkes.
- Dakota Johnson como Penelope Lanier.
- Lirio McMenamy como Sylvie.
- Aurore Clément como Mireille.
- Elena Bucci como Clara.
- Corrado Guzzanti como Maresciallo dei Carabinieri.

## Marketing
El primer avance de Cegados por el Sol donde se presentaba a Matthias Schoenaerts, Tilda Swinton, Dakota Johnson y a Ralph Fiennes se publicó 27 de julio de 2015. También se publicaron varios clips de la película el 3 de septiembre de 2015. El primer clip fue publicado el 5 de septiembre de 2015. Además, Tilda Swinton apareció en la portada de AnOther Magazine interpretando a su personaje.
El primer tráiler internacional se publicó el 1 de octubre de 2015, el segundo tráiler el 5 de enero de 2016, y el segundo clip de la película el 15 de enero de 2016. Fox Searchlight lanzó el primer tráiler en inglés el 10 de febrero de 2016.

## Estreno
En febrero de 2015, Fox Searchlight adquirió los derechos de distribución de la película.  La película tuvo su estreno mundial en el 72.º Festival Internacional de Cine de Venecia de 2015 el 6 de septiembre de ese año. También se estrenó en el Festival Internacional de Cine de Busan, el 2 de octubre de 2015, y en el Festival de Cine de Londres, el 9 de octubre de 2015. Lucky Red estrenó la película en Italia el 26 de noviembre de 2015. La película se estrenó en el Reino Unido el 12 de febrero de 2016, a través de StudioCanal. En Francia fue estrenada el 16 de abril de 2016. Originalmente estaba previsto que el estreno en Estados Unidos fuera el 13 de mayo de 2016, pero se retrasó hasta el 4 de mayo de ese año.
En su estreno en cines, Cegados por el Sol recaudó $2.024.099 dólares en América del Norte y $5.521.659 en países extranjeros, consiguiendo así un ingreso total de $7.545.758 dólares.

## Recepción

### Respuesta de la crítica
Las críticas de Cegados por el Sol por lo general fueron positivas. En el sitio web especializado Rotten Tomatoes la película tiene una puntuación de 90%, basándose en 175 opiniones, con una media de 7.4/10. Las críticas del sitio web: "Absorbente, visualmente deslumbrante y eficazmente actuada por un elenco realmente talentoso, Cegados por el Sol ofrece referencias suntuosamente enjabonadas para los fanáticos del drama psicológico adulto". En el sitio web Metacritic la película tiene una puntuación de 74 sobre 100, basándose en 36 críticas, destacando "críticas generalmente favorables".

## Premios y nominaciones
| Lista de premios y nominaciones           | Lista de premios y nominaciones | Lista de premios y nominaciones | Lista de premios y nominaciones | Lista de premios y nominaciones | Lista de premios y nominaciones |
| Premio/Festival                           | Fecha                           | Categoría                       | Candidato(s)                    | Resultado                       | Ref(s)                          |
| ----------------------------------------- | ------------------------------- | ------------------------------- | ------------------------------- | ------------------------------- | ------------------------------- |
| AARP Annual Movies for Grownups Awards    | 6 de febrero de 2017            | Mejor actriz                    | Tilda Swinton                   | Nominado                        | [ 27 ]                          |
| Detroit Film Critics Society              | 19 de diciembre de 2016         | Mejor actor secundario          | Ralph Fiennes                   | Nominado                        | [ 28 ]                          |
| Evening Standard British Film Awards      | 8 de diciembre de 2016          | Mejor actor                     | Ralph Fiennes                   | Nominado                        | [ 29 ]                          |
| Evening Standard British Film Awards      | 8 de diciembre de 2016          | Mejor actriz                    | Tilda Swinton                   | Nominado                        | [ 29 ]                          |
| Florida Film Critics Circle               | 23 de diciembre de 2016         | Mejor actor secundario          | Ralph Fiennes                   | Finalista                       | [ 30 ]                          |
| Premios Independent Spirit                | 25 de febrero de 2017           | Mejor actor secundario          | Ralph Fiennes                   | Nominado                        | [ 31 ]                          |
| IndieWire Critics Poll                    | 19 de diciembre de 2016         | Mejor actriz secundaria         | Ralph Fiennes                   | 6º posición                     | [ 32 ]                          |
| IndieWire Critics Poll                    | 19 de diciembre de 2016         | Mejor actriz secundaria         | Tilda Swinton                   | 5º posición                     | [ 32 ]                          |
| San Francisco Film Critics Circle         | 11 de diciembre de 2016         | Mejor actor secundario          | Ralph Fiennes                   | Nominado                        | [ 33 ] [ 34 ]                   |
| Toronto Film Critics Association          | 11 de diciembre de 2016         | Mejor actor secundario          | Ralph Fiennes                   | Finalista                       | [ 35 ]                          |
| Festival Internacional de Cine de Venecia | 12 de septiembre de 2015        | León de oro                     | Luca Guadagnino                 | Nominado                        | [ 36 ]                          |
| Festival Internacional de Cine de Venecia | 12 de septiembre de 2015        | Premio Green Drop               | Luca Guadagnino                 | Nominado                        | [ 36 ]                          |
| Festival Internacional de Cine de Venecia | 12 de septiembre de 2015        | Premio a la banda sonora        | Cegados por el sol              | Ganador                         | [ 36 ]                          |
| Festival Internacional de Cine de Venecia | 12 de septiembre de 2015        | Premio a la innovación          | Luca Guadagnino                 | Ganador                         | [ 36 ]                          |